# Dorfkirche Boddin

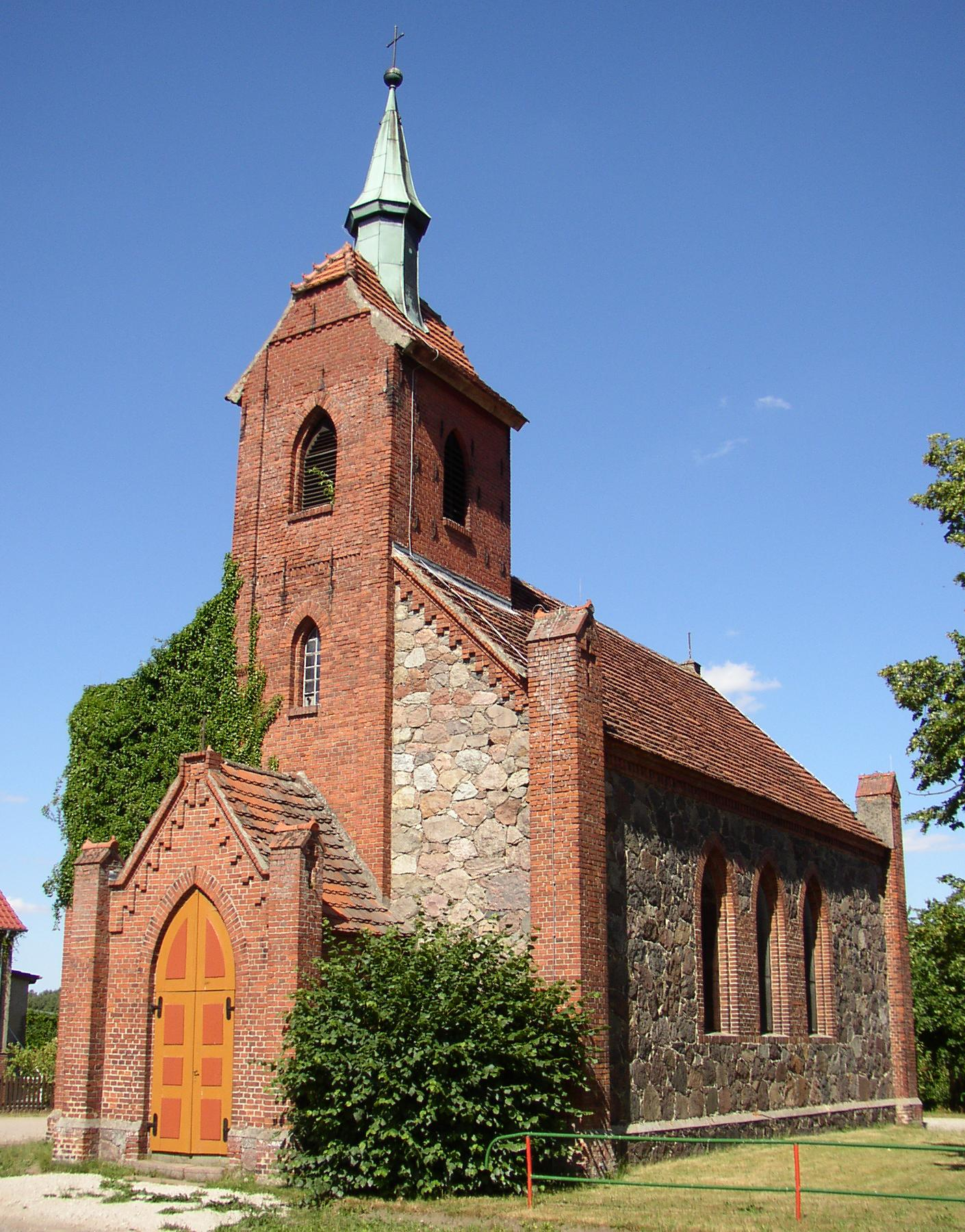
Dorfkirche Boddin (2008)

Die evangelische, denkmalgeschützte Dorfkirche Boddin steht in Boddin, einem Gemeindeteil von Groß Pankow im Landkreis Prignitz in Brandenburg. Die Kirche gehört zum Pfarrsprengel Lindenberg-Buchholz im Kirchenkreis Prignitz der Evangelischen Kirche Berlin-Brandenburg-schlesische Oberlausitz.

## Beschreibung
Die Saalkirche wurde 1854 erbaut. Ihr Langhaus besteht aus Feldsteinen und ist mit einem Satteldach bedeckt. Die Pfeiler an den Ecken aus Backsteinen laufen in Fialen aus. Der eingezogene, dreiseitig geschlossene Chor im Osten und der Dachturm, der sich im Westen aus dem Satteldach des Langhauses erhebt, sind ebenfalls aus Backsteinen gebaut. Das oberste Geschoss des Dachturms beherbergt hinter den Klangarkaden den Glockenstuhl. Darauf sitzt ein Krüppelwalmdach, aus dem sich ein achteckiger Dachreiter erhebt, der mit einem spitzen Helm bedeckt ist.